# آگوستاوستلند ای‌دبلیو۶۰۹
آگوستاوستلند (همکنون لئوناردو) ای‌دبلیو۶۰۹، سابقاً بل/آگوستا بی‌ای۶۰۹، یک هواگرد تیلتروتور با قابلیت برخاست و فرود عمود (VTOL)دو موتوره با پیکربندی شبیه به بل بوئینگ وی-۲۲ آسپری است. توانایی فرود عمودی مانند هلیکوپتر را دارد در حالی که برد و سرعتی بیش از روتورکرافت معمولی دارد. هدف ای‌دبلیو۶۰۹ بازار هوانوردی غیرنظامی، به ویژه مشتریان VIP و کاربران نفت و گاز فراساحلی است.

## مشخصات (بی‌ای۶۰۹)
داده‌ها از Jane's all the World's Aircraft 2004-05The International Directory of Civil Aircraft, 2003–2004, Jane's 2000, the BA609 and AW609 data sheets and others
ویژگی‌های عمومی
- خدمه: ۲
- ظرفیت: ۶ تا ۹ مسافر یا ۵٬۵۰۰ پوند (۲٬۵۰۰ کیلوگرم) محموله
- طول: ۱۳٫۴ متر (۴۴ فوت ۰ اینچ)
- پهنای بال: ۱۰ متر (۳۲ فوت ۱۰ اینچ) (فاصله بین مراکز روتور ملخ)
- عرض: ۱۸٫۳ متر (۶۰ فوت ۰ اینچ) در حالت گردش ملخ‌ها
- ارتفاع: ۴٫۶ متر (۱۵ فوت ۱ اینچ) تا بالای فین‌ها
- وزن خالی: ۴٬۷۶۵ کیلوگرم (۱۰٬۵۰۵ پوند)
- بیشترین وزن برخاست: ۷٬۶۲۰ کیلوگرم (۱۶٬۷۹۹ پوند)
  - ارتفاع کابین: ۴ فوت ۸ اینچ (۱٫۴۲ متر)
  - عرض کابین: ۴ فوت ۱۰ اینچ (۱٫۴۷ متر)
  - طول کابین: ۱۳ فوت ۵ اینچ (۴٫۰۹ متر)
- پیشرانه: ۲ عدد موتور توربوشفت Pratt & Whitney Canada PT6C-67A، ۱٬۴۴۷ کیلووات (۱٬۹۴۰ اسب بخار) در هر موتور
- قطر روتور اصلی: ۲ عدد ۷٫۹ متر (۲۵ فوت ۱۱ اینچ)
- مساحت روتور اصلی: ۴۹ متر مربع (۵۳۰ فوت مربع) هر کدام با ملخ‌های ۳ پره‌ای

عملکرد
- حداکثر سرعت: ۵۰۹ کیلومتر بر ساعت (۳۱۶ مایل بر ساعت، ۲۷۵ گره)
- سرعت کروز: ۵۰۹ کیلومتر بر ساعت (۳۱۶ مایل بر ساعت، ۲۷۵ گره) بیشینه
- بُرد: ۱٬۳۸۹ کیلومتر (۸۶۳ مایل، ۷۵۰ مایل دریایی) سوخت عادی + ۲٬۵۰۰ کیلوگرم (۵٬۵۰۰ پوند) با محموله ۴۶۳ کیلومتر بر ساعت (۲۸۸ مایل بر ساعت؛ ۲۵۰ گره)
- بُرد معبر: ۱٬۸۵۲ کیلومتر (۱٬۱۵۱ مایل، ۱٬۰۰۰ مایل دریایی)
- مداومت پروازی: 3 ساعت با سوخت عادی
- حداکثر ارتفاع: ۷٬۶۲۰ متر (۲۵٬۰۰۰ فوت) *سقف پرواز بدون اثر زمین (HOGE): ۱٬۵۲۵ متر (۵٬۰۰۳ فوت)
- حد شتاب جی: +۳٫۱ -۱
- نرخ صعود: ۷٫۶۱۶ متر بر ثانیه (۱٬۴۹۹٫۲ فوت بر دقیقه) در سطح دریا
- بارگیری دیسک: ۷۷٫۴ کیلوگرم بر متر مربع (۱۵٫۹ پوند بر فوت مربع) حداکثر

اویونیکس

- Rockwell Collins Pro Line 21 package, including:
  - VOR
  - DME
  - ILS
  - ADF
  - dual VHF radios
  - Rockwell Collins ALT-4000 radar altimeter
  - GPS
  - TCAS
  - FDR
  - 3x LCD displays with standby instruments
  - Rockwell Collins WXR-800 solid-state weather radar

### کتابشناسی - فهرست کتب
- Venanzi, Pietro; Wells, Dan (November 2013). AW609 TiltRotor Flight Test Program Overview (PDF). 2013 Flight Test Symposium. November 2013. Fort Worth, Texas. AgustaWestland. Archived from the original (PDF) on 4 October 2015.

## جهت مطالعه
- Acree, Jr., Cecil W.; Johnson, Wayne R. (2006). Performance, Loads and Stability of Heavy Lift Tiltrotors (PDF). AHS Vertical Lift Aircraft Design Conference. 18–20 January 2006. San Francisco, California. NASA. 20060013409. Archived from the original (PDF) on 17 October 2011.